# Näsudden en Berget
Näsudden en Berget is een dorp (småort) binnen de Zweedse gemeente Piteå. Näsudden is een samentrekking van Näs en Udden dat allebei landtong betekent. Het dorp ligt dan ook op een landtong in de Svensbyfjärd. Welke berget (heuvel) wordt bedoeld is onduidelijk. In Zweden zijn meer dan 100 plaatsen aangeduid met de naam Näsudden.
Bestuurscentrum: Piteå
Tätort: Bergsviken · Blåsmark · Böle · Hemmingsmark · Hortlax · Jävre · Lillpite · Norrfjärden · Roknäs · Rosvik · Sikfors · Sjulsmark · Svensbyn. 
Småort: Arnemark · Bertnäs · Bertnäs · Edet  · Grundvik · Holmträsk · Koler · Kopparnäs · Långträsk · Maran en Skatan · Näsudden en Berget · Nybyn · Ön · Pålberget · Pite havsbad · Storsund · Svedjan en Träsket · Liden · (Yttrefjärd östra strandbad)
Overig: Borgfors · Flötuträsk · Granträskmark · Gråträsk · Högsböle · Högsböleskiftet · (Infjärden) · Jävrebodarna · Klubbfors · Kvarnbäcken · Långnäs · Munksund · Pitsund · Sjulnäs